# 368. strelska divizija (ZSSR)
368. strelska divizija (izvirno rusko 368. стрелковая дивизия; kratica 368. SD) je bila strelska divizija Rdeče armade v času druge svetovne vojne.

## Zgodovina
Divizija je bila ustanovljena septembra 1941 v Sibiriji.